# Casa natal de Goya
La Casa Natal de Goya se halla ubicada en la localidad zaragozana de Fuendetodos. Actualmente, se puede visitar como museo en el que se muestran enseres y muebles de estilo aragonés, así como reproducciones de obras y diversa documentación de Francisco de Goya. 
La casa fue identificada en 1913 por Ignacio Zuloaga y otros artistas que descubrieron una lápida que dice:

En esta humilde casa, nació para honor de la patria y asombro del arte, Francisco de Goya y Lucientes. 31 de marzo de 1746-16 de abril de 1828. 16-IV-1913.

El museo se abre al público en el año 1985. 

## La casa
En esta casa nació Goya y posteriormente pasó por diversas manos llegando a ser incluso posada del pueblo. En 1916 la compró Zuloaga, gran admirador del pintor. En 1982 es declarada Monumento Histórico Artístico Nacional, y se inicia su restauración. 
La casa es de construcción típicamente de pueblo con tres pisos conectados por una escalera. 
En 1996, coincidiendo con el 250 aniversario del nacimiento del pintor, se inaugura una sala de exposiciones temporales en un recinto anexo a la casa. Actualmente, el centro se gestiona por un consorcio constituido por el Ayuntamiento de Fuendetodos y la Diputación Provincial de Zaragoza. 